# Portugália az 1952. évi téli olimpiai játékokon
Portugália a norvégiai Oslóban megrendezett 1952. évi téli olimpiai játékok egyik részt vevő nemzete volt. Az országot az olimpián 1 sportágban 1 sportoló képviselte, aki érmet nem szerzett. Portugália először vett részt a téli olimpiai játékokon.

## Alpesisí
Férfi
| Versenyző    | Versenyszám | Eredmény | Helyezés |
| ------------ | ----------- | -------- | -------- |
| Duarte Silva | Lesiklás    | 3:58,4   | 69.      |